# Церковь Николая Чудотворца (Лакедемоновка)
Церковь Николая Чудотворца — православный храм в селе Лакедемоновка Неклиновского района Ростовской области. Входит в состав Таганрогского благочиния Ростовской-на-Дону епархии РПЦ.

## История
В конце XVIII века после основания села Лакедемоновка возникла необходимость в духовном окормлении его жителей. Хозяин имения, расположенного в селе, Дмитрий Алфераки, сельчане, доверенный управляющий селом Федор Базилевский взялись возвести в Лакедемоновке церковь. Было выбрано посвящение в честь великомученика Димитрия Солунского. Димитрий Солунский был небесным покровителем Дмитрия Алфераки. Будущие прихожане составили прошение на строительство храма. 19 октября 1794 года было получено благословение на строительство от Екатеринославского митрополита Гавриилы. 13 ноября 1794 года протоиерей Иоанн Андреев провел освящение места под строительство храма. На месте строительства положили закладной камень и поставили крест.
24 июля 1795 года Алфераки написал владыке Гавриилу прошение на освящение построенного храма. В письме он также просил направил в храм священника. Из Екатеринославской консистории в Мариупольское духовное была отравлена резолюция митрополита: «Разрешить Таганрогскому протоиерею Иоанну Андрееву освятить новоустроенную в Лакедемоновке Свято-Димитриевскую церковь, и дозволить выдать освящённый антиминс».
Построенный кирпичный храм долгое время был действующим. По справке райфинотдела от 10 февраля 1937 года, храм закрыли. В этом же году храм за 50 тыс. рублей был продан таганрогским райфинотделом колхозу имени Сталина. Колхоз использовал здание храма под склад для хранения зерна.
В годы Великой Отечественной войны, период немецкой оккупации 1942 года храм в храме проходили богослужения.
С 1961 года по решению народного суда храм был опять закрыт. Православная община села была ликвидирована. До 90-х годов храм приспособили под хозяйственные нужды. В 1980-е годы в здании был хозяйственный склад.
В 1991 году после обустройства храма, его вновь открыли для прихожан, при этом его переосвятили в честь святителя Николая Чудотворца. До начал 2000-х годов в храме проводились восстановительные работы, делались настенные росписи. В настоящее время это действующий храм с голубыми куполами и пристроенной колокольней, окрашен в оранжевый и розовый цвета.

## Священнослужители
Настоятель прихода — иерей Николай Кравченко.